# Gustavo Lanza
Gustavo Lanza (Torino, 1894 – Santi Quaranta, 12 ottobre 1943) è stato un militare e partigiano italiano, medaglia d'oro al valor militare alla memoria.

## Biografia
Ufficiale di carriera, aveva combattuto nella prima guerra mondiale con i mitraglieri della "Lupi di Toscana". L'8 settembre 1943 era in Albania, colonnello comandante del 129º Reggimento fanteria. Fu tra gli ufficiali più decisi a combattere contro i tedeschi e, per condurre l'azione nelle migliori condizioni, non esitò a prendere contatto con i partigiani albanesi. Ciò non impedì poi a Lanza di battersi con successo, ad Argirocastro, contro i nazionalisti albanesi, quando questi tentarono di disarmare gli italiani.
Il colonnello riuscì quindi a raggiungere, con il suo Reggimento, il porto di Santi Quaranta, dove due navi avrebbero dovuto trasportare i nostri soldati in Italia. Per proteggerne l'imbarco, fece occupare le alture sovrastanti il porto e ne fece minare le strade di accesso. Pesantemente attaccato dai tedeschi, Lanza riparò a Kuç, caposaldo della resistenza albanese. Appreso delle fucilazioni in massa che i nazisti stavano compiendo, si accordò con i partigiani, così che soldati italiani e patrioti albanesi affrontarono fianco a fianco i tedeschi.
Costretto a ritirarsi, il colonnello, con i superstiti del 129º Fanteria, riparò sulle cime del Kallarat. Divenuta impossibile ogni resistenza, Lanza si assunse di fronte al Comando germanico tutte le responsabilità, chiedendo che i suoi ufficiali e i suoi soldati fossero risparmiati. Furono invece tutti fucilati, con Lanza, in varie località della zona. Fra essi venne ucciso anche Rodolfo Betti il quale, quando vide fucilato il suo comandante Lanza, corse davanti a tutti gridando: "Assassini, voglio morire con il mio colonnello!", venendo così crivellato da una raffica di colpi.